# Purchena
Purchena er en by og kommune i det sydøstlige Spanien i provinsen Almería. Den har et indbyggertal på 1.533 (2024) indbyggere.